# الكسندر بربور
الكسندر بربور (بالإنجليزية: Alexander Barbour)‏ (7 يونيو 1862 بدمبارتون في المملكة المتحدة - 29 ديسمبر 1930) هو لاعب كرة قدم بريطاني (وحمل سابقاً جنسية المملكة المتحدة لبريطانيا العظمى وأيرلندا) في مركز الهجوم. شارك مع منتخب اسكتلندا لكرة القدم. أما مع النوادي، فقد لعب مع بولتون واندررز ونوتينغهام فورست وRenton F.C. ‏ وGlossop North End A.F.C. ‏.

## وصلات خارجية
- الكسندر بربور على موقع الاتحاد الإسكتلندي (الإنجليزية)
- الكسندر بربور على موقع قاعدة بيانات كرة القدم.إي يو (الإنجليزية)